# 2014 UR116
2014 UR116 – planetoida z grupy Apolla należąca zarówno do obiektów NEO jak i PHA.

## Nazwa
Liczba „2014” oznacza rok odkrycia obiektu, „U” oznacza, że odkrycia dokonano w drugiej połowie października, a „R116” oznacza, że był to 2916 (R = 16, 116*25) obiekt odkryty w tym okresie.

## Odkrycie
Planetoida została odkryta 27 października 2014 roku przez teleskop automatyczny MASTER, należący do Uniwersytetu Moskiewskiego, zainstalowany na Kaukazie w pobliżu Kisłowodzka. Jej średnica szacowana jest na 370 m. Jest to trzecia, po 2013 SW24 i 2013 UG1 wykryta przez teleskop MASTER planetoida potencjalnie zagrażająca Ziemi, największa z tej trójki.

## Charakterystyka
Orbita planetoidy nachylona jest pod kątem 6,57˚ do ekliptyki, a jej mimośród wynosi 0,727. Ciało to okrąża Słońce co ok. 3 lata w średniej odległości 2,07 j.a. Peryhelium tego obiektu znajduje się w odległości 0,56 j.a., a aphelium 3,58 j.a. od Słońca, co oznacza, że w swoim ruchu orbitalnym planetoida ta przecina orbitę Wenus, Ziemi i Marsa. 21 października 2014 roku minęła Ziemię w odległości ok. 0,0855 j.a. (12,8 mln km). W roku 2068 planetoida przeleci w odległości 0,0979 j.a. (14,6 mln km) od Merkurego (3 września) i 0,057 j.a. (8,53 mln km – nieco ponad 22 razy dalej niż średni dystans Ziemia–Księżyc) od Ziemi (21 października).
Obecnie najmniejszy dystans pomiędzy orbitą planetoidy a Ziemią to około 4,3 mln km, ale to może się w przyszłości zmieniać za sprawą pól grawitacyjnych Wenus i Marsa, kiedy planetoida będzie przelatywać w ich pobliżu. Dlatego astronomowie będą w przyszłości monitorować ruch tego obiektu.